# 陸上攻撃機
陸上攻撃機（りくじょうこうげきき、旧字体：陸上攻擊機）は、日本海軍において、陸上基地から発進し、敵主力艦隊に対して魚雷攻撃を行うことを主たる目的として開発された攻撃機。『陸攻（りくこう、りっこう）』と略される。日本海軍における機種記号はG。

## 概要
日本海軍では、もともと水平爆撃や雷撃を任務とする機体を攻撃機と称しており、艦上で運用される艦上攻撃機に対し陸上で運用されるため陸上攻撃機と呼ばれた。
陸上基地から発進する雷撃機（ブラックバーン ボウタ）や爆撃機による雷撃（B-26）などは各国で行われていたが、偵察を兼任する沿岸警備用や爆撃機の一時転用であるのに対し、陸上攻撃機はあくまで艦隊決戦を前提とした漸減邀撃作戦の一翼を担う存在として開発された。
漸減邀撃作戦は、優勢なアメリカ海軍艦隊が太平洋を西進してくる間に潜水艦などによって徐々にその戦力を低下せしめ、日本近海に至って、互角の戦力となった主力艦隊同士の艦隊決戦で勝利を収めるとする日本海軍の対米戦基本計画であり、太平洋の島嶼の基地に展開した陸上攻撃機もその「漸減」の任務を負っていた。日本の潜水艦が諸外国に比べて異例の大きさと航続力を持つこと、陸上攻撃機がやはり大きな航続力を要求されたことはいずれもこの作戦計画に基づくものである。
その目的で用いるため、長大な航続距離が陸攻全体の特徴である。その中で搭載量と機体の大きさで大攻・中攻と分けられているのだが、大攻は九五式陸上攻撃機や深山や連山が該当するが、それぞれ中攻である九六式陸上攻撃機や一式陸上攻撃機が高性能を示したのと、大攻の使いづらさと開発の失敗や遅延により日本海軍の主力陸上攻撃機は中攻に分類される機体がほとんどだった。
これらの陸上攻撃機は諸外国、あるいは日本陸軍では大型（中型）爆撃機に該当するが、生まれた経緯、任務の特性上から見ると対艦用の大型(中型)雷撃機である。しかし後述する通りその航続距離を活かして世界初の戦略爆撃を行っている。諸外国の同規模の爆撃機に対しては航続距離が長い代わりに燃料タンクと軽量化によって搭載量は犠牲になっており、九六式陸上攻撃機では1930年代に流行した「戦闘機無用論」により高速性能が求められ重量が増加するのを嫌い防弾装備や爆弾槽が無く魚雷や爆弾は吊り下げ方式で、一式陸上攻撃機では爆弾槽が採用されたものの「近い将来、欧米の航空機銃は20mm級が主流になると考えられるが、これに対応した防弾装備と搭載力・航続力を併せ持たせることはエンジン出力から見て不可能なことから、防弾は最小限にして軽量化を図り、速力や高高度性能等の向上によって被弾確率を低下させた方が合理的」とされた。他の性能に比べて防弾化の優先順位が低く最小限の防弾装備のみであり、航続距離確保のために燃料を大量に搭載していることと相まって被弾には弱かったと言われている。が、最近では実際は一式陸上攻撃機を筆頭に頑丈だったというアメリカ海軍兵の証言や、その機体の頑丈さについて再評価する雑誌も登場している。

## 戦歴

### ニッポン号と渡洋爆撃
日本の陸上攻撃機は九六式陸上攻撃機（通称：中攻）でひとまずの完成を見る。
九六陸攻は、1世代前の戦闘機をしのぐ高速性能と、民間型の「ニッポン号」が1939年に毎日新聞社主催の世界一周飛行を果たしたほどの航続力を誇った。日中戦争では九州の基地から中国大陸への渡洋爆撃、さらには大陸沿海部から奥地重慶まで長駆の爆撃を行っており、これは世界初の戦略爆撃であった。ちなみにこの作戦では九五式陸上攻撃機(通称：大攻)も参加している。ただし同作戦では制空権を持たない空域を航続距離の問題から護衛機無し（その高速と長大な航続力は、護衛戦闘機の随伴が不可能という問題にもつながった）で、命中精度の問題から低空で進入しなければならず、迎撃に対しきわめて脆弱であった。ただし、防弾装備を施された諸外国の爆撃機ですら護衛戦闘機が無い状況では大損害を受けているという現実も考慮する必要がある。中国大陸で活動していた九六陸攻は中国軍の迎撃機に対し甚大な被害を被り「護衛機が無い状況であったこと」、「敵の戦闘機に対して速度的優位が無かったこと」、「防御火力が不足していたこと」が浮き彫りとなった。
一式陸上攻撃機(こちらも通称は中攻)を開発する際は、これらの戦訓により「防御火力の向上」「防弾装備の追加」「速力や高高度性能の向上」が取り入れられ、同時に護衛戦闘機には双発で長大な航続距離を持ち、重火力を誇る十三試双発陸上戦闘機の開発も進めた。護衛戦闘機に関しては結果的には単発である零式艦上戦闘機となった。

### フィリピン攻略
真珠湾攻撃があった当日の昼頃にアメリカ極東空軍を無力化させる為、陸上攻撃機隊がクラーク飛行場やイバ飛行場を空爆を行っており多数の航空機の破壊を成功、これら陸上攻撃機隊の活躍によってフィリピンにおけるアメリカ軍の航空戦力を開戦初日で半壊させている。

### マレー沖海戦
渡洋爆撃に続く陸攻の晴れ舞台は1941年12月10日、対米英開戦劈頭のマレー沖海戦におけるイギリス東洋艦隊の撃滅である。
不沈艦と言われた新鋭戦艦「プリンス・オブ・ウェールズ」と巡洋戦艦「レパルス」を九六陸攻と一式陸攻の部隊が沈めたこの戦いは、航空機だけで作戦行動中の主力艦を沈めた初めての戦いとして世界を驚愕させた。

### ソロモン諸島方面における消耗戦
ラバウルを初めとする南方方面の諸島への展開するようになると、態勢を立て直して航空戦力も万全だったアメリカ海軍に対し苦戦していった。
1942年8月から本格化したソロモン方面の航空戦に参加した一式陸攻の部隊は6個航空隊に及ぶが、10月までの3ヶ月間に約100機を失うという大損害を喫した。ただし、1943年のレンネル沖海戦では重巡洋艦「シカゴ」の撃沈、駆逐艦「ラ・ヴァレット」を大破させ、ブーゲンビル沖における航空戦では軽巡洋艦「バーミンガム」を損傷させるなど苦戦するなかでも戦果は存在する。
陸攻隊の被害の多さを見た海軍は1943年になると陸攻の防弾装備の強化に乗り出し、空技廠が九六陸攻の頃に研究していた消火装備の増備、防漏ゴムの増厚・増設などを行い一定の効果を見せた。

### 太平洋戦争終盤において
このころになるとアメリカ海軍艦隊の防空能力の向上、及び制空権の喪失、陸上攻撃機の減少もあって開戦初期のような華々しい戦果はなく主にトラック島空襲時に空母「イントレピッド」の大破、台湾沖航空戦時の重巡洋艦「キャンベラ」を大破させた程度で、他には輸送や小規模な爆撃、雷撃や対潜哨戒、一部が特攻兵器桜花の発射母機が主任務だった。

## 陸上攻撃機一覧
- G1M 九三式陸上攻撃機
- G2H 九五式陸上攻撃機（通称：大攻）
- G3M 九六式陸上攻撃機（通称：中攻）
- LB-2
- G4M 一式陸上攻撃機
- G5N 十三試陸上攻撃機「深山」
- G6M 十二試陸上攻撃機改（G4M改設計の「翼端掩護機」）
- G7M 十六試陸上攻撃機「泰山」
- 十七試陸上攻撃機
- G8N 十八試陸上攻撃機「連山」
- 十九試陸上攻撃機「東山」

## 参考図書
- 「世界の傑作機 一式陸上攻撃機」 文林堂 ISBN 4-89319-056-3
- 乗りものニュース編集部「「どう見ても爆撃機…」一式陸攻はなぜ「陸上攻撃機」なのか 旧海軍独自の分類方法とは」『乗りものニュース』、メディア・ヴァーグ、2024年4月6日。